# Eloria hiulca
Eloria hiulca är en fjärilsart som beskrevs av Max Wilhelm Karl Draudt 1927. Eloria hiulca ingår i släktet Eloria och familjen tofsspinnare. Inga underarter finns listade i Catalogue of Life.